# Robert Armstrong, Baron Armstrong of Ilminster

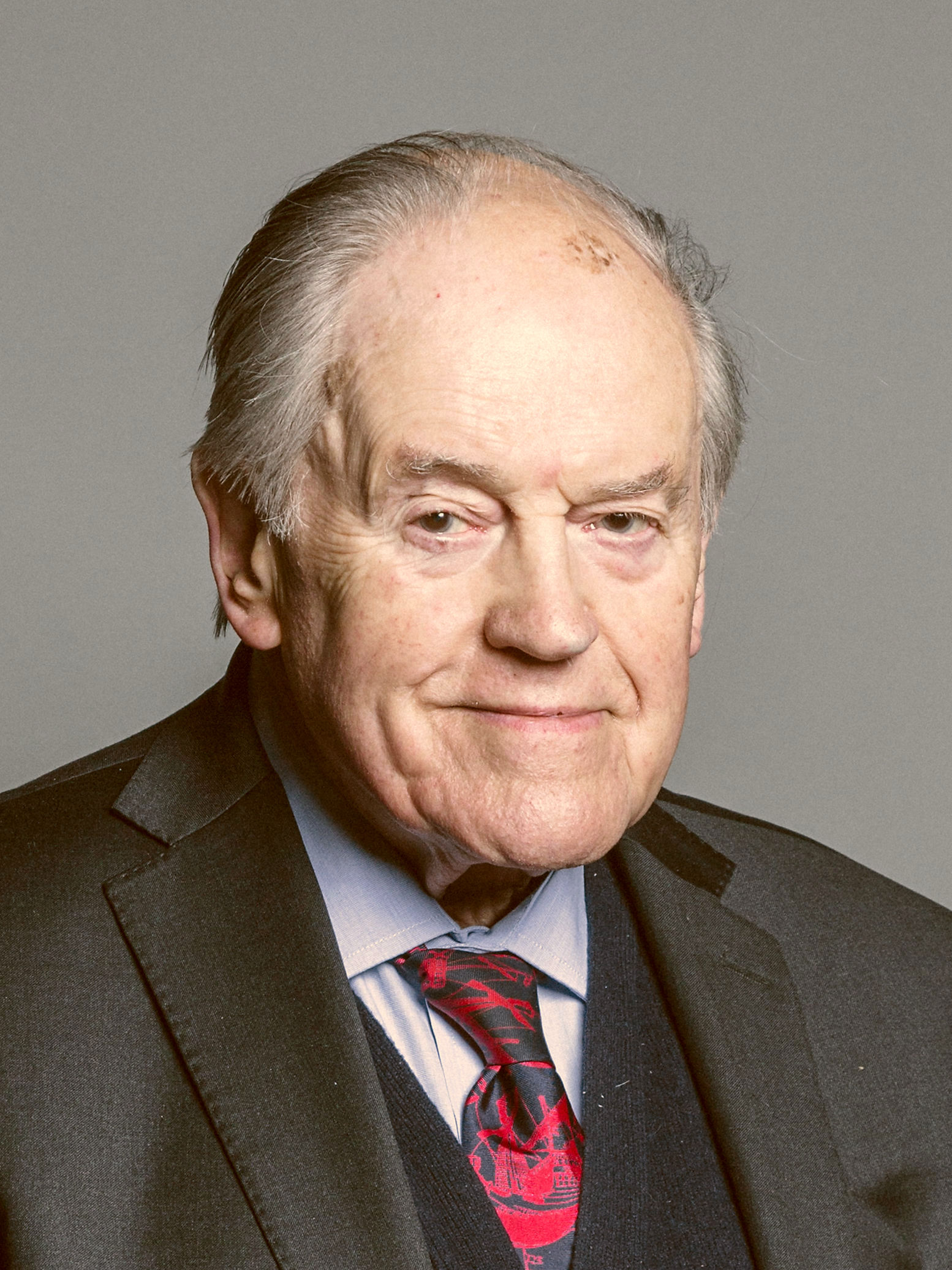
Robert Armstrong, Baron Armstrong of Ilminster (2017)

Robert Temple Armstrong, Baron Armstrong of Ilminster GCB, CVO (* 30. März 1927 in Headington, Oxford; † 3. April 2020) war ein britischer Politiker und Life Peer.

## Leben und Karriere
Robert Armstrong wurde als Sohn des Musikers Sir Thomas Armstrong (1898–1994) und der Hester Muriel Draper (* 1897) geboren. Er hat eine jüngere Schwester. Er besuchte als King’s Scholar und Newcastle Scholar (Stipendiat) der Dragon School das Eton College und anschließend das Christ Church-College in Oxford, wo er einen Abschluss in Greats (Griechische und Römische Geschichte, Philosophie) erreichte.
Er war von 1950 bis 1964 im Finanzministerium tätig. Von 1964 bis 1966 war er (Assistant Secretary) des Cabinet Office und von 1967 bis 1968 beim Finanzministerium (Treasury). Von 1968 bis 1970 war er Under Secretary beim Finanzministerium. Von 1970 bis 1975 war er Staatssekretär beim Leiter (Head) des Home Civil Service. Beim Home Office war er von 1975 bis 1977 Deputy Under Secretary. Von 1977 bis 1979 war Armstrong Permanent Under Secretary. Von 1979 bis 1987 war er Sekretär des Kabinetts von Margaret Thatcher.
Von 1989 bis 2000 war Armstrong Vorsitzender (Chairman) der Biotechnology Investments Ltd und von 1993 bis 1997 bei der Bristol and West Building Society, wo er von 1988 bis 1997 Non-Executive Director war. Bei den Forensic Investigative Associates in London war er von 1997 bis 2003 Vorsitzender (Chairman).
Von 1988 bis 1997 war er Non-Executive Director der BAT Industries plc, im gleichen Zeitraum auch bei N M Rothschild & Sons, wo er von 1997 bis 2000 auch Berater (Consultant) war, sowie ebenfalls von 1988 bis 1997 bei Rio Tinto und bei Shell Transport and Trading plc. Von 1988 bis 1995 war er Non-Executive Director der Inchcape plc, von 1989 bis 1992 bei der Lucas Industries plc, von 1991 bis 1995 bei Carlton Television Ltd, von 1995 bis 2003 bei der IAMGOLD Corp Ltd (Canada) und von 1997 bis 2001 bei der Bank of Ireland, sowie beim 3i Bioscience Investment Trust plc von 2000 bis 2002.
Seit 2007 gehörte er dem Advisory Panel E-Clear (UK) plc an. Von 1988 bis 1998 war er Vorsitzender (Chairman) des Treuhandrates (Board of Trustees) von V&A und von 1996 bis 2005 vom Hestercombe Gardens Trust Ltd, sowie Vorsitzender (Chairman) des Board of Governors des Royal Northern College of Music von 2000 bis 2005. Von 2001 bis 2007 war er Vorsitzender (Chairman) der Leeds Castle Foundation und dessen Trustee er von 1987 bis 2007 war. Seit 2005 war er Vorsitzender (Chairman) der Sir Edward Heath Charitable Foundation.

## Mitgliedschaft im House of Lords
Armstrong wurde am 26. Februar 1988 zum Life Peer als Baron Armstrong of Ilminster, of Ashill in the County of Somerset, ernannt. Im House of Lords gehörte er der parteilosen Fraktion der Crossbencher an. Die offizielle Einführung ins Oberhaus erfolgte am 15. März 1988 mit der Unterstützung von Martin Charteris, Baron Charteris of Amisfield und John Hunt, Baron Hunt of Tanworth. Seine erste Parlamentsrede hielt er am 29. Juli 1988.
Als Themen von politischem Interesse nennt er auf der Webseite des Oberhauses die Künste, Museen und Galerien, sowie den Staatsdienst. Als Staat von Interesse nennt er Frankreich.
Ihm wird die Phrase „economical with the truth“ (deutsch: ökonomischer Umgang mit der Wahrheit) zugeschrieben, die er im Rahmen des Spycatcher-Prozesses im Jahr 1986 verwendete.
Sein Vorgänger im Amt des Kabinettsekretärs war Sir John Hunt, sein Nachfolger in diesem Amt Sir Robin Butler. Armstrong war bei Sitzungstagen relativ unregelmäßig anwesend.

## Weitere Ämter
Armstrong gehörte von 1988 bis 1993 dem Board of Directors des Royal Opera House an und war Sekretär von 1968 bis 1987. Von 1994 bis 2006 war Armstrong Kanzler (Chancellor) der University of Hull.
Er war Mitglied des Treuhandrates (Trustee) des RVW Trust, der Derek Hill Foundation, der Sir Edward Heath Charitable Foundation und der Wells Cathedral School Foundation (Mitglied seit 2007).

## Ehrungen
1974 wurde Armstrong als Companion in den Order of the Bath und 1975 als Commander in den Royal Victorian Order aufgenommen. 1978 wurde er als Knight Commander des Order of the Bath geadelt und 1983 zum Knight Grand Cross des Order of the Bath erhoben. 1983 wurde er Honorary Liveryman der Salters’ Company. Von 1979 bis 1994 war er Fellow des Eton College. Bei der ChCh Oxford wurde Armstrong 1985 zum Ehrenstudent (Honorary Student) ernannt. Im gleichen Jahr wurde er Fellow der Royal Academy of Music und im folgenden Jahr Honorary Bencher der Anwaltskammer Inner Temple. Von der University of Hull wurde er 1994 mit der Ehrendoktorwürde eines Doktor der Rechte (Hon LLD) geehrt.

## In Film und Fernsehen
Armstrong wurde in Film- und Fernsehproduktionen von folgenden Schauspielern dargestellt:
- Rupert Vansittart in der BBC-Produktion von 2002 von Ian Curteis, The Falklands Play.
- Timothy West in der BBC-Produktion von 2004, The Alan Clark Diaries.

## Familie
Armstrong heiratete am 25. Juli 1953 in erster Ehe mit Serena Mary Benedicta Chance, Tochter von Sir Roger James Ferguson Chance, 3. Baronet. Aus der Ehe gingen zwei Töchter hervor. Die Scheidung erfolgte 1985. Noch im selben Jahr heiratete er in zweiter Ehe Mary Patricia Carlow. Diese Ehe blieb kinderlos.